# Charles Bruneau
Charles Bruneau (* 19. November 1883 in Givet; † 3. August 1969 in Paris) war ein französischer Romanist und Dialektologe.

## Leben und Werk
Bruneau war Gymnasiallehrer in Evreux (1906) und Reims (1910) und habilitierte sich 1913 in Paris als Schüler von Jules Gilliéron und Ferdinand Brunot  mit den beiden Thèses Étude phonétique des patois d'Ardenne (Paris 1913) und La limite des dialectes wallon, champenois et lorrain en Ardenne (Paris 1913). Nach dem Weltkrieg ging er an die Universität Nancy und wurde dort 1923 ordentlicher Professor für die lothringischen Dialekte. 1929–1930 war er Gastprofessor am Bowdoin College in Brunswick, Maine, Vereinigte Staaten. 1934 wurde er Nachfolger seines Lehrers Ferdinand Brunot auf dem Lehrstuhl für französische Sprachgeschichte an der Sorbonne. Nach Brunots Tod übernahm er dessen monumentale Histoire de la langue française und fügte die Bände 12 und 13 (19. Jahrhundert) an. Während der deutschen Besatzung wurde er als Mitglied der Résistance verhaftet und kam in das berüchtigte Gefängnis in Fresnes (Département Val-de-Marne). Nach dem Krieg wurde er Rektor der Universität Bordeaux und lehrte 1950 an der Yale University.
Auf Einladung seines Schülers Jean Babin (1905–1978) hielt Bruneau 1948 an der Universität Saarbrücken die Eröffnungsvorlesung des Institut d’études françaises.
Bruneau war Ehrendoktor der Universitäten Durham und Löwen und assoziiertes Mitglied der Königlich Belgischen Akademie der Wissenschaften. In Charleville-Mézières wurde zur Erforschung der Ardennendialekte das nach ihm benannte „Institut Charles Bruneau“ gegründet.
Bruneau war verheiratet mit der Tochter des Literarhistorikers Edmond Estève. Er war der Großvater mütterlicherseits des Schriftstellers Pascal Quignard (* 1948).

## Weitere Werke
- Enquête linguistique sur les patois d'Ardenne, 2 Bde., Paris 1913/1926, Genf 1977
- (Hrsg.) Charles d'Orléans et la poésie aristocratique, Lyon 1924, Genf 1973
- Manuel de phonétique (pratique), Paris 1927, 1931
- (Hrsg.) La chronique de Philippe de Vigneulles, 4 Bde., Metz 1927–1933
- Précis de grammaire historique de la langue française (mit Ferdinand Brunot), Paris 1933, 1937, 1949[1]
- Grammaire française et exercices (mit Marcel Heulluy), Paris 1935
- Questions de grammaire française et de stylistique, Paris 1936
- Grammaire pratique de la langue française à l'usage des honnêtes gens (mit Marcel Heulluy), Paris 1938
- Histoire de la langue française des origines à 1900. 12. L'Epoque romantique, Paris 1948; 13. L'époque réaliste, 2 Bde., Paris 1953–1972
- Petite histoire de la langue française, 2 Bde., Paris 1955–1958, 5. Aufl., hrsg. von Monique Parent und Gérard Moignet, Paris 1969–1970
- (Hrsg. mit Peter M. Schon) Studia Romanica. Hommage à la mémoire de Eugen Lerch. Gedenkschrift für Eugen Lerch, Stuttgart 1955